# Estivacija
Estivacija (iz latinščine æstas - »poletje«), nekoliko neustrezno poimenovana »poletno spanje«, je vrsta dolgotrajnega mirovanja (dormance), v katero preidejo nekatere živali, kadar se zaradi visokih temperatur zunanjosti pojavi tveganje za pregrevanje ali dehidracijo. Estivirajo tako vretenčarji kot nevretenčarji. Podobno kot pri hibernaciji se med estivacijo zniža stopnja metabolizma, s tem pa zmanjša poraba vode in produkcija toplote. Najbolj znani primer so polži, ki ob sušnih obdobjih splezajo stran od tal, ki se najbolj segrejejo, in zaprejo vhod v svojo hišico s sluzjo, da preprečijo izgubo vode. Znani estivatorji so tudi nekatere kopenske rakovice, ki preživijo vročino zakopane v svojih podzemnih bivališčih, in ribe pljučarice, ki zakopane v blatu preživijo obdobja, ko se njihov ribnik povsem izsuši.
Pojav je zaenkrat slabo poznan, verjetno pa je mehanizem podoben kot pri drugih vrstah dormance. Tako substanca, ki se med estivacijo nahaja v krvi pljučaric, povzroči stanje podobno torporju, če jo vbrizgajo sesalcu.